# Radball-Weltcup 2013
Der Radball-Weltcup 2013 war die 12. Austragung des von der UCI veranstalteten Radball-Weltcups. Die Turnier-Serie begann am 13. April 2013 und endete am 7. Dezember 2013 anlässlich des Weltcup-Finales in Brünn.
Für den Weltcup qualifizieren sich je drei Teams aus den vier besten Nationen der letzten Weltmeisterschaft und je zwei Teams aus den beiden Nationen auf Rang fünf und sechs. Aus allen weiteren Ländern ist maximal ein Team teilnahmeberechtigt. Hinzu kommen jedoch noch die Teams, welche mit einer Wildcard des Veranstalters teilnehmen können.
Sieger wurde das Team RS Altdorf aus der Schweiz mit Roman Schneider und Dominik Planzer vor zwei Teams des RC Höchst aus Österreich.

## Turnier-Übersicht
| Turnier    | Austragungsort | Datum              | Gewinner      | Zweiter       | Dritter       |
| ---------- | -------------- | ------------------ | ------------- | ------------- | ------------- |
| 1. Turnier | Denkendorf     | 13. April 2013     | SV Eberstadt  | RC Höchst 1   | RS Altdorf    |
| 2. Turnier | St. Pölten     | 25. Mai 2013       | RC Höchst 1   | RC Winterthur | RC Höchst 2   |
| 3. Turnier | Großkoschen    | 20. Juli 2013      | RS Altdorf    | RVS Obernfeld | RV Dornbirn   |
| 4. Turnier | Hongkong       | 17. August 2013    | RC Höchst 2   | RS Altdorf    | Kuramae 1     |
| 5. Turnier | Svitávka       | 7. September 2013  | RC Höchst 1   | RC Winterthur | RVS Obernfeld |
| 6. Turnier | Chemnitz       | 28. September 2013 | RC Winterthur | RC Höchst 2   | RVS Obernfeld |
| 7. Turnier | St. Gallen     | 12. Oktober 2013   | RS Altdorf    | RC Winterthur | RV Gärtringen |
| 8. Turnier | Höchst         | 26. Oktober 2013   | SV Eberstadt  | RC Höchst 2   | RV Gärtringen |
| Finale     | Brünn          | 7. Dezember 2013   | RS Altdorf    | RC Höchst 2   | RC Höchst 1   |

## Punktestand
Für jedes Weltcupturnier werden Weltcuppunkte vergeben. Nach allen acht Turnieren werden die Punkte für jedes Team addiert und die acht Teams mit den meisten Punkten gelangen in den Final. Ebenfalls im Final spielt ein Team aus Asien und das Heimteam (Wildcard) des Veranstalters.
| Rang   | 1  | 2  | 3  | 4  | 5  | 6  | 7  | 8  | 9  | 10 |
| Punkte | 50 | 45 | 40 | 35 | 30 | 25 | 20 | 18 | 16 | 14 |

Der Punktestand entscheidet nur darüber, welche Teams in den Final gelangen. Im Finale hatten jedoch alle Teams wieder die genau gleichen Chancen zu Gewinnen.
Die mit  gelb  hinterlegten Teams sind qualifiziert für den Final. Rechts sind die Ränge bei den einzelnen Turnieren dargestellt.
| Rang | Team             | Spieler                | Spieler                  | Punkte | Starts | Denkendorf     | St. Pölten     | Großkoschen    | Hongkong       | Svitavka       | Chemnitz       | St. Gallen     | Höchst         |
| ---- | ---------------- | ---------------------- | ------------------------ | ------ | ------ | -------------- | -------------- | -------------- | -------------- | -------------- | -------------- | -------------- | -------------- |
| 1    | RS Altdorf       | Roman Schneider        | Dominik Planzer          | 185    | 4      | Bronzemedaille | –              | Goldmedaille   | Silbermedaille | –              | –              | Goldmedaille   | –              |
| 2    | RC Winterthur    | Marcel Waldispühl      | Peter Jiricek            | 185    | 4      | –              | Silbermedaille | –              | –              | Silbermedaille | Goldmedaille   | Silbermedaille | –              |
| 3    | RC Höchst 1      | Patrick Schnetzer      | Markus Bröll             | 180    | 4      | Silbermedaille | Goldmedaille   | –              | –              | Goldmedaille   | –              | –              | 4              |
| 4    | RC Höchst 2      | Simon König            | Florian Fischer          | 180    | 4      | –              | Bronzemedaille | –              | Goldmedaille   | –              | Silbermedaille | –              | Silbermedaille |
| 5    | RVS Obernfeld    | Manuel Kopp            | Andre Kopp               | 125    | 3      | –              | –              | Silbermedaille | –              | Bronzemedaille | Bronzemedaille | –              | –              |
| 6    | Favorit Brünn    | Pavel Smid             | Petr Skotak              | 120    | 4      | –              | 4              | –              | –              | 4              | 7              | –              | 5              |
| 7    | RV Gärtringen    | Uwe Berner             | Matthias König           | 115    | 3      | 4              | –              | –              | –              | –              | –              | Bronzemedaille | Bronzemedaille |
| 8    | RMV Mosnang      | Lukas Schönenberger    | Timo Reichen             | 105    | 4      | –              | 7              | –              | –              | 5              | 5              | –              | 6              |
| 9    | RV Dornbirn      | Martin Lingg           | Jürgen Türtscher         | 101    | 4      | –              | –              | Bronzemedaille | –              | 7              | 6              | 9              | –              |
| 10   | SV Eberstadt     | Jens Krichbaum         | Marco Rossmann           | 100    | 2      | Goldmedaille   | –              | –              | –              | –              | –              | –              | Goldmedaille   |
| 11   | SNA Gent         | Christoph Baudu        | Peter Martens            | 98     | 4      | 6              | –              | 5              | –              | 6              | –              | 8              | –              |
| 12   | SC Svitavka 1    | Jiri Hrdlicka          | Pavel Loskot             | 93     | 4      | –              | 6              | 7              | –              | 8              | –              | 5              | –              |
| 13   | VD Pilzen        | Ondrej Kydlicek        | Hynek Sterba             | 86     | 4      | 5              | –              | 8              | –              | –              | 8              | 7              | –              |
| 14   | SV Ehrenberg     | Rico Rademann          | Mike Schroeter           | 65     | 2      | –              | 5              | –              | –              | –              | 4              | –              | –              |
| 15   | VCE Dorlisheim 1 | Benjamin Meyer         | Quentin Seyfried         | 52     | 3      | –              | 8              | –              | –              | 10             | –              | –              | 7              |
| 16   | Hongkong 1       | Wing Tai Ho            | Chun Hin Kwan            | 44     | 2      | –              | –              | 10             | 5              | –              | –              | –              | –              |
| 17   | Kuramae 1        | Fujita Yusoke          | Munehiro Tokikura        | 40     | 1      | –              | –              | –              | Bronzemedaille | –              | –              | –              | –              |
| 18   | RSV Großkoschen  | Daniel Lehmann         | Tobias Kolba             | 35     | 1      | –              | –              | 4              | –              | –              | –              | –              | –              |
| 19   | SFC Angie        | Koji Okajima           | Tanaka Katsuya           | 35     | 1      | –              | –              | –              | 4              | –              | –              | –              | –              |
| 20   | VMC Oftringen    | Rafael Stadelmann      | Andreas Zaugg            | 35     | 1      | –              | –              | –              | –              | –              | –              | 4              | –              |
| 21   | HZG Beringen     | Brecht Damen           | Nils Dirikx              | 32     | 2      | –              | –              | –              | –              | –              | 10             | –              | 8              |
| 22   | VC Cronenbourg   | Stephane Bauer         | Frederic Doell           | 30     | 2      | –              | –              | 9              | –              | –              | –              | 10             | –              |
| 23   | Johore Bahru 1   | Muhammad Khairul Azhar | Ibra Izuan Bin Ibrahim   | 30     | 2      | –              | –              | –              | 9              | –              | –              | –              | 10             |
| 24   | RMC Stein        | Bernd Mlady            | Gerhard Mlady            | 25     | 1      | –              | –              | 6              | –              | –              | –              | –              | –              |
| 25   | Hongkong 3       | Jacky Chui Chun To     | Mak Wing Sun             | 25     | 1      | –              | –              | –              | 6              | –              | –              | –              | –              |
| 26   | RV Bolanden      | Patrick Mergel         | Matthias Mergel          | 25     | 1      | –              | –              | –              | –              | –              | –              | 6              | –              |
| 27   | RSV Waldrems     | Torsten Schneider      | Tim Lindner              | 20     | 1      | 7              | –              | –              | –              | –              | –              | –              | –              |
| 28   | RSV Osaka        | Takuma Tanikawa        | Shoji Goda               | 20     | 1      | –              | –              | –              | 7              | –              | –              | –              | –              |
| 29   | RKV Denkendorf   | Sascha Henn            | Andreas Luik             | 18     | 1      | 8              | –              | –              | –              | –              | –              | –              | –              |
| 30   | Hongkong 2       | Lo Man Fai             | Chan Ka Kin              | 18     | 1      | –              | –              | –              | 8              | –              | –              | –              | –              |
| 31   | CSO Bukuresti    | Dorian Doroftei        | Mircea Tric              | 16     | 1      | 9              | –              | –              | –              | –              | –              | –              | –              |
| 32   | ARBÖ St. Pölten  | Michael Schlachtner    | Manuel Schlachtner       | 16     | 1      | –              | 9              | –              | –              | –              | –              | –              | –              |
| 33   | SC Svitavka 2    | Jan Stibor             | David Richtr             | 16     | 1      | –              | –              | –              | –              | 9              | –              | –              | –              |
| 34   | HRV Chemnitz     | Jens Windisch          | Lars Gröer               | 16     | 1      | –              | –              | –              | –              | –              | 9              | –              | –              |
| 35   | RC Höchst 3      | Jens Windisch          | Lars Gröer               | 16     | 1      | –              | –              | –              | –              | –              | –              | –              | 9              |
| 36   | VCE Dorlisheim 2 | Francois Rieb          | Lionel Schmitt           | 14     | 1      | 10             | –              | –              | –              | –              | –              | –              | –              |
| 37   | KSE Baj          | Tamas Szitas           | Vilmos Toma              | 14     | 1      | –              | 10             | –              | –              | –              | –              | –              | –              |
| 38   | Johore Bahru 2   | Khairulaznan Bin Raya  | Mohd Redzuan Bin Samudin | 14     | 1      | –              | –              | –              | 10             | –              | –              | –              | –              |

## Weltcup-Finale
Die zehn Teams werden in zwei 5er-Gruppen unterteilt. Innerhalb einer Gruppe spielt dann Jeder gegen Jeden einmal. Danach spielen die Fünftplatzierten der beiden Gruppen um Rang 9 und 10, die beiden Viertplatzierten um Rang 7 und 8 und die beiden Drittplatzierten um Rang 5 und 6. Die Sieger der beiden Gruppen spielen im Halbfinale gegen den Zweitplatzierten der anderen Gruppe um einen Finalplatz. Die Verlierer der beiden Halbfinale spielen um Rang 3 und 4 und die beiden Gewinner um den Gesamtweltcup-Sieg.

### Vorrunde

#### Gruppe 1
| Rang | Team            | ALT   | HÖ2   | DOR   | BRÜ1  | GÄR   | S | U | N | Tore  | Punkte |
| ---- | --------------- | ----- | ----- | ----- | ----- | ----- | - | - | - | ----- | ------ |
| 1    | RS Altdorf      |       | 1 : 3 | 6 : 0 | 6 : 2 | 5 : 4 | 3 | 0 | 1 | 18:9  | 9      |
| 2    | RC Höchst 2     | 3 : 1 |       | 3 : 3 | 4 : 4 | 6 : 1 | 2 | 2 | 0 | 16:9  | 7      |
| 3    | RV Dornbirn (a) | 0 : 6 | 3 : 3 |       | 3 : 3 | 2 : 1 | 1 | 2 | 1 | 8:13  | 5      |
| 4    | Favorit Brünn 1 | 2 : 6 | 4 : 4 | 3 : 3 |       | 7 : 2 | 1 | 2 | 1 | 16:15 | 5      |
| 5    | RV Gärtringen   | 4 : 5 | 1 : 6 | 1 : 2 | 2 : 7 |       | 0 | 0 | 4 | 8:20  | 0      |

4-Meter-Schießen um Platz 3: Favorit Brünn 1 – RV Dornbirn  0 : 2

#### Gruppe 2
| Rang | Team                 | OBE   | HÖ1    | WIN   | MOS   | BRÜ2   | S | U | N | Tore  | Punkte |
| ---- | -------------------- | ----- | ------ | ----- | ----- | ------ | - | - | - | ----- | ------ |
| 1    | RV Obernfeld         |       | 3 : 3  | 5 : 2 | 5 : 2 | 6 : 1  | 3 | 1 | 0 | 19:8  | 10     |
| 2    | RC Höchst 1          | 3 : 3 |        | 7 : 3 | 6 : 0 | 11 : 0 | 3 | 1 | 0 | 27:6  | 10     |
| 3    | RC Winterthur        | 2 : 5 | 3 : 7  |       | 9 : 1 | 3 : 1  | 2 | 0 | 2 | 17:14 | 6      |
| 4    | RMV Mosnang          | 2 : 5 | 0 : 6  | 1 : 9 |       | 6 : 2  | 1 | 0 | 3 | 9:22  | 3      |
| 5    | Favorit Brünn 2 (WC) | 1 : 6 | 0 : 11 | 1 : 3 | 2 : 6 |        | 0 | 0 | 4 | 4:26  | 0      |

4-Meter-Schießen um Platz 1: RC Höchst 1 – RV Obernfeld  1 : 2

### Finalrunde
| 1. Halbfinale           |   |                 |                     |
| RS Altdorf              | – | RC Höchst 1     | 6 : 4               |
| 2. Halbfinale           |   |                 |                     |
| RC Höchst 2             | – | RV Obernfeld    | 3 : 0               |
| Spiel um Platz 9 und 10 |   |                 |                     |
| RV Gärtringen           | – | Favorit Brünn 2 | 6 : 1               |
| Spiel um Platz 7 und 8  |   |                 |                     |
| Favorit Brünn 1         | – | RMV Mosnang     | 7 : 6               |
| Spiel um Platz 5 und 6  |   |                 |                     |
| RV Dornbirn             | – | RC Winterthur   | 2 : 3               |
| Spiel um Platz 3 und 4  |   |                 |                     |
| RC Höchst 1             | – | RV Obernfeld    | 5 : 3               |
| FINALE                  |   |                 |                     |
| RS Altdorf              | – | RC Höchst 2     | 3 : 3 (8 : 5 n. V.) |

### Endstand
| Rang           | Team            | Spieler             | Spieler          |
| -------------- | --------------- | ------------------- | ---------------- |
| Goldmedaille   | RS Altdorf      | Roman Schneider     | Dominik Planzer  |
| Silbermedaille | RC Höchst 2     | Simon König         | Florian Fischer  |
| Bronzemedaille | RC Höchst 1     | Patrick Schnetzer   | Markus Bröll     |
| 4              | RV Obernfeld    | Manuel Kopp         | Andre Kopp       |
| 5              | RC Winterthur   | Marcel Waldispühl   | Peter Jiricek    |
| 6              | RV Dornbirn     | Martin Lingg        | Jürgen Türtscher |
| 7              | Favorit Brünn 1 | Pavel Smid          | Petr Skotak      |
| 8              | RMV Mosnang     | Lukas Schönenberger | Timo Reichen     |
| 9              | RV Gärtringen   | Gunther Schmid      | Matthias König   |
| 10             | Favorit Brünn 2 | Jiri Böhm           | Pavel Kepak      |